# Нуволенто
Нуволѐнто (на италиански: Nuvolento, на източноломбардски: Nigolent, Ниголент) е малко градче и община в Северна Италия, провинция Бреша, регион Ломбардия. Разположено е на 176 m надморска височина. Населението на общината е 4031 души (към 2013 г.).